# Auguste Dubet
Auguste Dubet est un architecte français né à Razac-sur-l'Isle le 19 juin 1829 et mort le 7 avril 1907.

## Biographie
Auguste Dubet est originaire de Razac-sur-l'Isle. Il est l'élève d'Auguste Bouillon, architecte du département, fils de Pierre Bouillon. En 1852, il se rend à Paris pour parachever ses études. Il entre ensuite comme dessinateur à la Compagnie du chemin de fer de Paris à Orléans.
En 1860, il revient à Périgueux où il commence sa carrière d'architecte. Il est architecte-adjoint en 1861, architecte du département en 1864. Il est architecte de la Banque de France de 1873 à sa mort. Il a exercé de nombreuses fonctions administratives : expert auprès des tribunaux et des compagnies d'assurances, membre du Conseil des bâtiments civils de la Dordogne, du Comité du Lycée, conseiller municipal de Vaunac.
Il est officier d'Académie. Il a reçu la mention honorable à l'Exposition universelle de 1878. Il a reu la même année un diplôme du Ministère de l'Intérieur pour ses nombreux bâtiments administratifs.
Il a été reconnu par ses pairs qui l'ont élu vice-président puis président de la Société régionale des architectes de l'Angoumois, du Limousin et du Périgord, membre de la Caisse de Défense mutuelle des Architectes.
Il a été mis à le retraite d'office comme architecte du département en 1879.
Comme l'écrit M. Dannery, « homme d'ordre, Auguste Dubet ne fut point l'artiste génial qui révolutionne l'art ; nourri de la moelle classique, il fut l'ami fidèle du passé qu'il sut interpréter, perfectionnant ce patrimoine à lui léguer par ses devanciers, l'allégeant, le complétant, le modernisant et en tirant des œuvres solides, calmes, imposantes et de noble allure et de belles lignes, appropriées cependant aux besoins du siècle ». 

## Distinctions
- Officier d'académie

## Principales œuvres
- Palais de justice de Ribérac, avec l'architecte du département Auguste Bouillon[2] ;
- Hôtel de préfecture de la Dordogne (1864) ;
- Église Notre-Dame-de-l'Assomption de Trélissac (1870-1872) ;
- Église Saint-Jean-Baptiste de Boulazac (1876)[3] ;
- Palais de justice de Sarlat (1866)[4] ;
- Palais de justice de Nontron ;
- Abattoirs et halles de Sarlat ;
- Succursales de la Banque de France de Périgueux et de Tulle ;
- Trésorerie générale de Périgueux ;
- Chapelle Notre-Dame de l'église Saint-Martin de Cherval (1898) ;

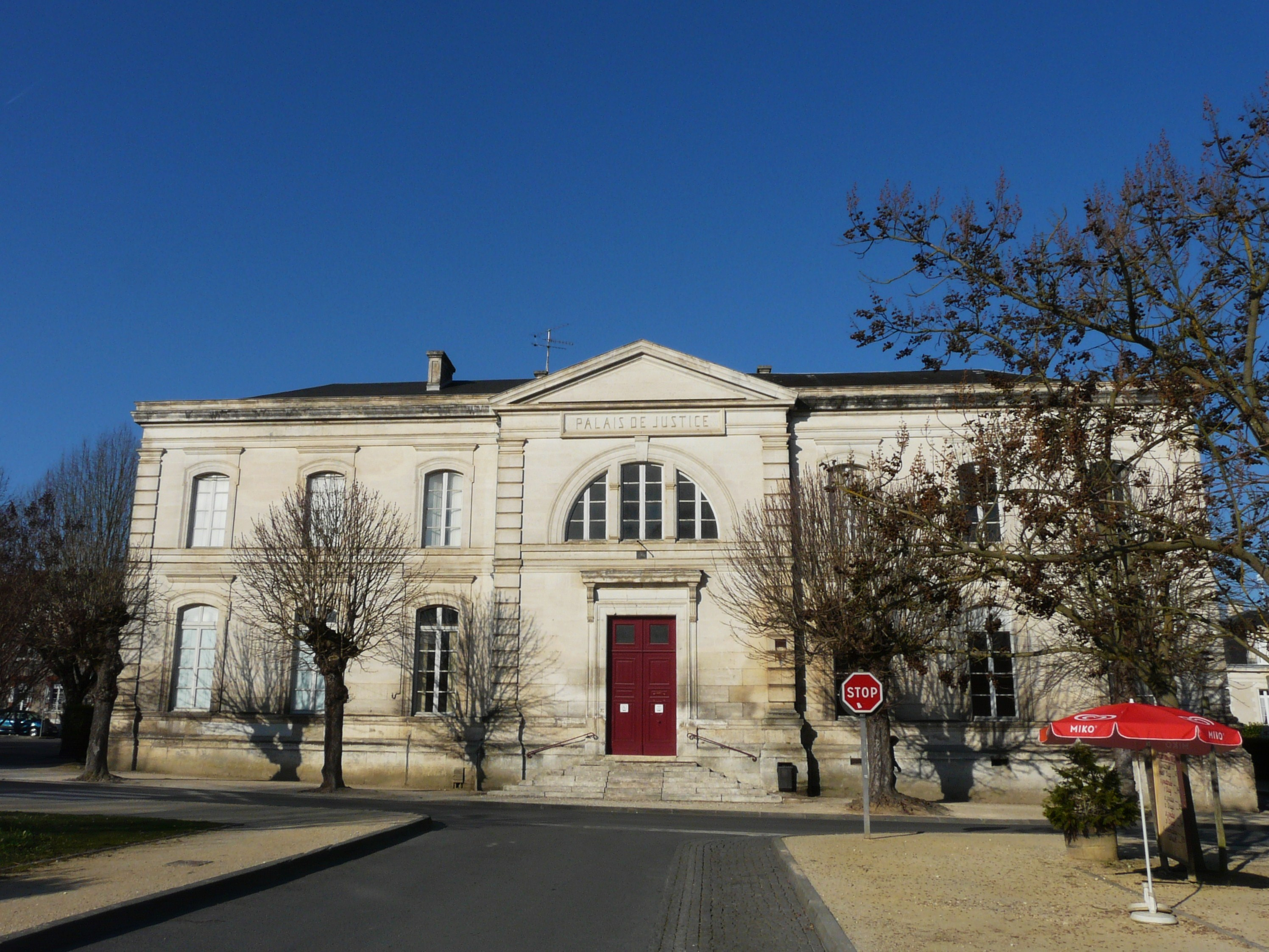
Palais de justice de Ribérac
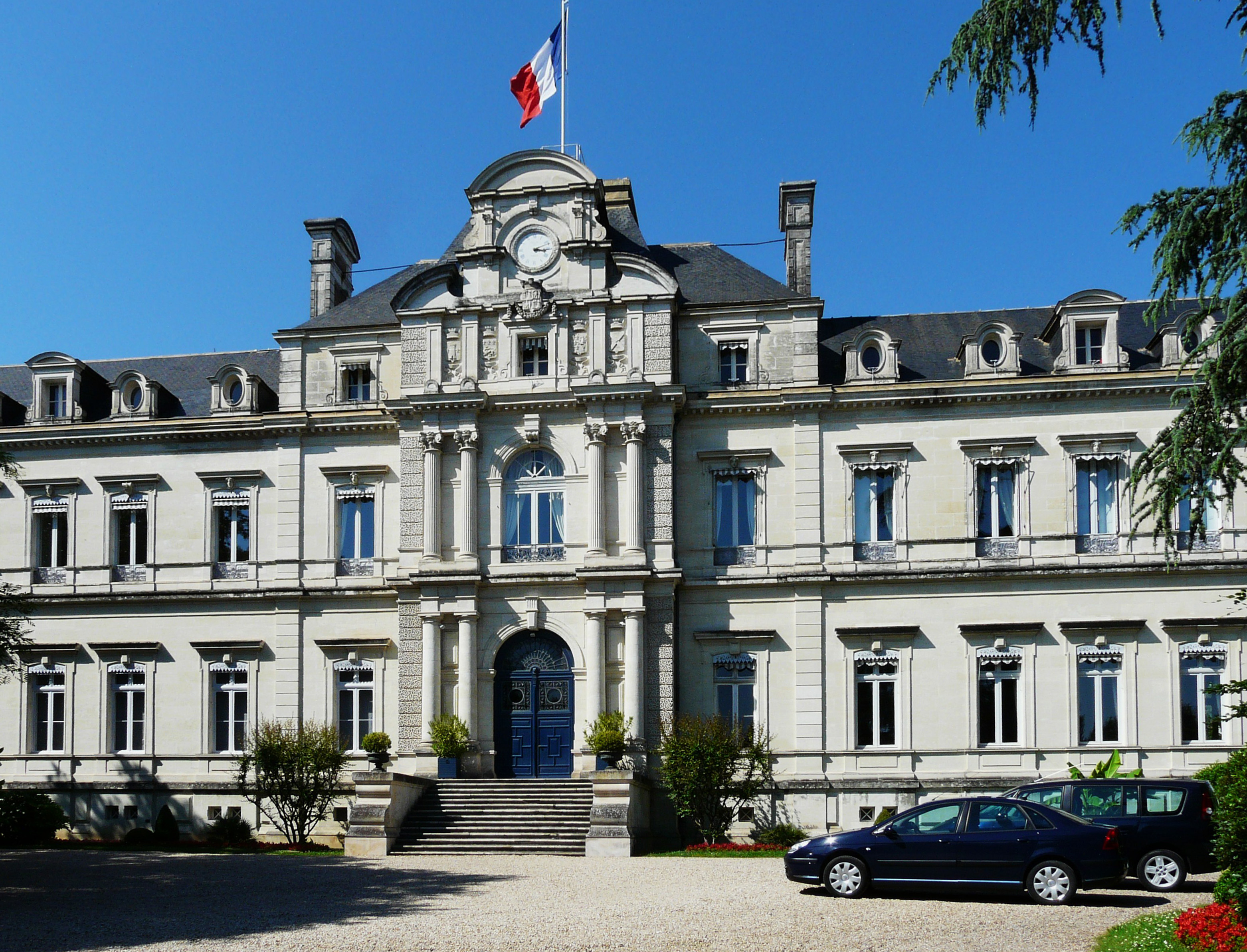
Hôtel de préfecture de la Dordogne
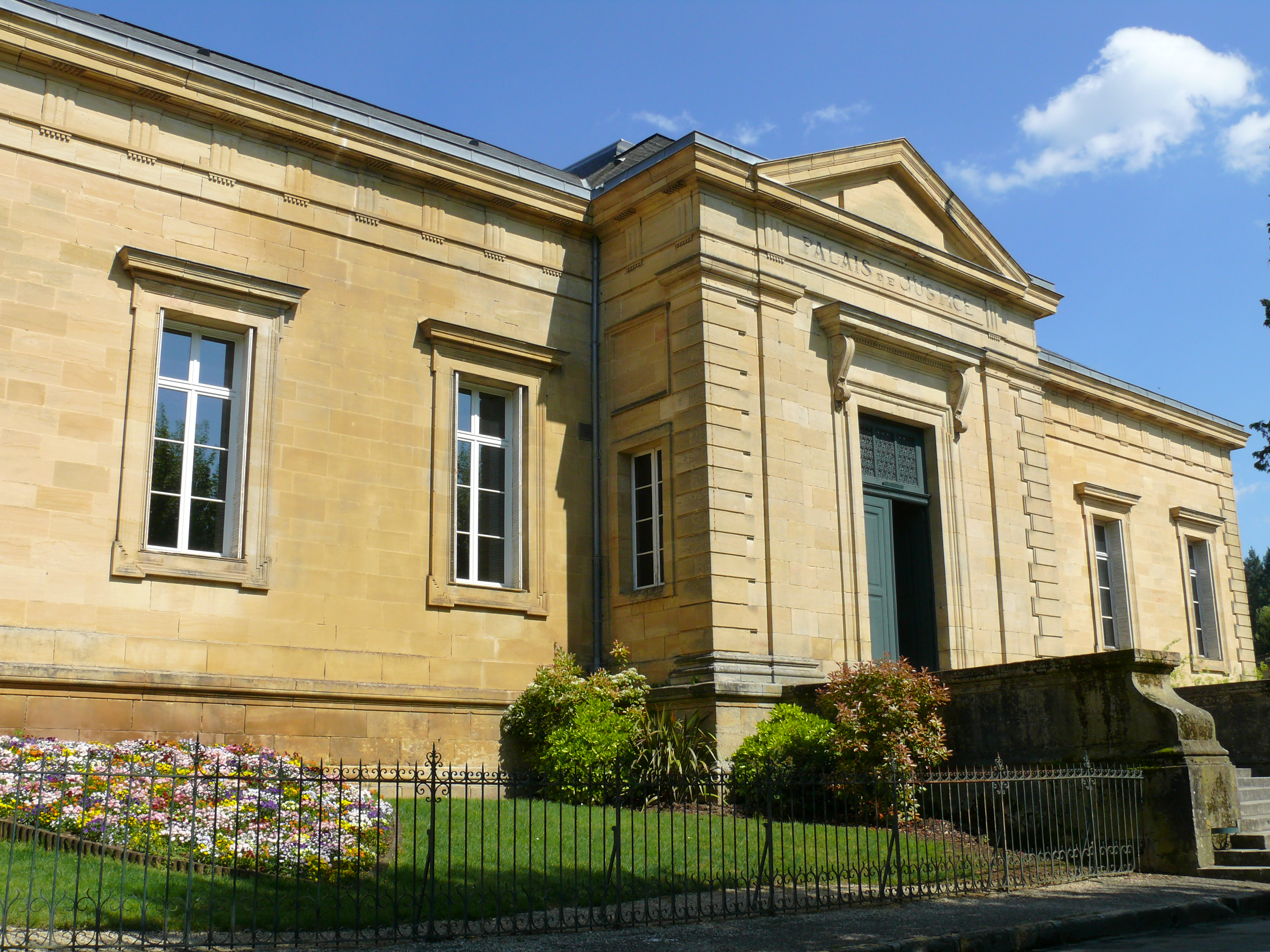
Palais du justice de Sarlat-la-Canéda
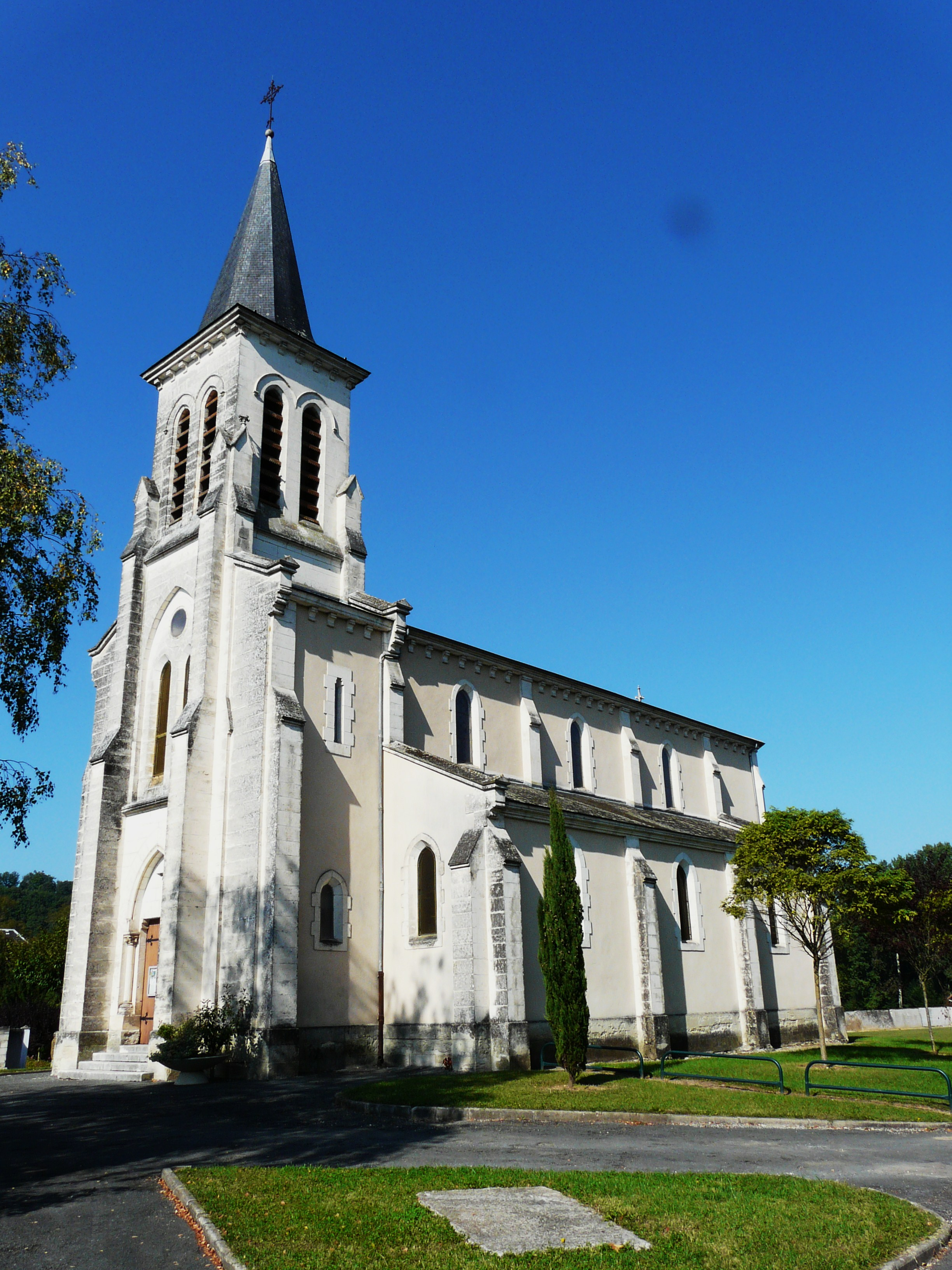
Église Saint-Jean-Baptiste de Boulazac